# Chaetabraeus nibouchei
Chaetabraeus nibouchei är en skalbaggsart som beskrevs av Yves Gomy 1996. Chaetabraeus nibouchei ingår i släktet Chaetabraeus och familjen stumpbaggar. Inga underarter finns listade i Catalogue of Life.